# Communistische Partij van Koerdistan (Irak)
De Communistische Partij van Koerdistan is een Koerdische politieke partij opgericht in 1993, hiervoor was het de Koerdische tak van de Iraakse Communistische Partij.
Tijdens de verkiezingen in Irak in 2005 was de Communistische Partij van Koerdistan onderdeel van de Democratische Patriottische Alliantie van Koerdistan
De Communistische Partij van Koerdistan heeft een vrouwelijke vleugel, de Koerdistan Vrouwenbond. Leider Nahla Hussain al-Shaly werd in 2008 vermoord.